# خواجه غلام فرید
خواجه غلام فرید، شاعر صوفی چشتیه، از اهالی پنجاب بوده که در قرن دوازدهم هجری می‌زیسته است. وی در چهارسالگی مادرش را از دست داد و در دوازده سالگی پدرش خواجه خدابخش نیز مرد و وی نزد برادرش خواجه فخرالدین پرورش یافت. هنگامیکه بیست هشت ساله بود برادر بزرگش، خواجه فخرالدین نیز مرد و خواجه غلام فرید به بیابان چولستان هجرت نمود. خواجه غلام فرید با تخلص بابا فرید به زبانهای فارسی، اردو، پنجابی، سرائیکی، سندی، عربی و زبان برج تسلط داشته‌است.